# Pluzunet
Pluzunet är en kommun i departementet Côtes-d'Armor i regionen Bretagne i nordvästra Frankrike. Kommunen ligger i kantonen Plouaret som tillhör arrondissementet Lannion. År 2022 hade Pluzunet 984 invånare.

## Befolkningsutveckling
Antalet invånare i kommunen Pluzunet
Referens:INSEE